# Юкатан (щат)
 Тази статия е за териториалната единица.  За полуострова вижте Юкатан.  
Юкатан (на испански: Yucatán) е един от 31-те щата на Мексико. Разположен е в източната част на страната. Юкатан се намира в северната част на полуострова Юкатан. Юкатан е с население от 1 818 948 жители (2005 г., 21-ви по население), а общата площ на щата е 38 402 км², което го прави 20-ия по площ щат в Мексико. Столицата на Юкатан се казва Мерида.